# Домінік Козма
Домінік Козма (угор. Dominik Kozma, 10 квітня 1991) — угорський плавець.
Учасник Олімпійських Ігор 2008, 2012, 2016 років.
Призер Чемпіонату світу з водних видів спорту 2017 року.
Призер Чемпіонату Європи з водних видів спорту 2012, 2014 років.
Призер Чемпіонату Європи з плавання на короткій воді 2013 року.